# Клауд Страйф
Кла́уд Страйф (яп. クラウド・ストライフ Кураудо Суторайфу, англ. Cloud Strife) — персонаж франшизы Final Fantasy и протагонист компьютерных ролевых игр Final Fantasy VII (1997), Final Fantasy VII Remake (2020), Final Fantasy VII Rebirth (2024) и анимационного фильма «Последняя фантазия VII: Дети пришествия» (2005), разработанных компанией Square Enix. Он играет второстепенную роль в других проектах подсерии «Компиляция Final Fantasy VII» и фигурирует в различных произведениях за пределами франшизы, включая игровые серии Kingdom Hearts от Square Enix и Disney и Super Smash Bros. от Nintendo. С изображением Клауда выпускалось большое количество товаров по мотивам Компиляции и других проектов с его участием, в частности экшен-фигурки.
Клауда придумал Тэцуя Номура, дизайнер персонажей серии Final Fantasy. Во время создания Final Fantasy VII Номура стал одним из самых влиятельных разработчиков проекта и помог проработать личность главного героя. Руководитель разработки FFVII Ёсинари Китасэ и один из сценаристов Кадзусигэ Нодзима хотели создать персонажа с таинственным прошлым, не похожего на классического героя. После выхода игры Номура переработал дизайн Клауда для «Детей пришествия», сделав его более реалистичным, а также придумал новое оружие и костюм персонажа. Дизайнеры Remake также стремились осовременить классический дизайн Клауда.
Клауд получил преимущественно положительные отзывы от критиков и фанатов и обрёл статус культового персонажа компьютерных игр. Игровые рецензенты неоднократно характеризовали его как сложного и проработанного героя, а также образцового ненадёжного рассказчика с психическим расстройством. Кроме того, некоторые публицисты приписывали протагонисту роль мессии, так как в оригинальной игре и анимационном фильме он и его союзники противостояли злу в лице Сефирота. Клауд регулярно занимает лидирующие места в списках и опросах о лучших героях комьютерных игр от таких изданий, как Famitsu и Книга рекордов Гиннесса, и остаётся одним из самых любимых и популярных персонажей фанатов Final Fantasy.

## Создание
На ранней стадии разработки Final Fantasy VII сотрудники Square решили, что в игре будет только один главный герой, в отличие от Final Fantasy VI (1994), где было несколько протагонистов. В черновом варианте сценария Хиронобу Сакагути Клауд состоял в рядах организации, члены которой стремились уничтожить «Мако-реакторы» Нью-Йорка. Создатели приостановили работу над проектом, чтобы сосредоточить усилия на разработке Chrono Trigger (1995). Впоследствии небольшая группа разработчиков, в которую вошли Китасэ и Номура, приступила к созданию демоверсии для Nintendo 64 с использованием трёхмерной графики. Китасэ и Номура пришли к соглашению, что Клауд будет одним из трёх главных персонажей, однако из-за отсутствия готового сценария Номуре пришлось самостоятельно придумать предысторию этих героев. Он обсуждал свои идеи с другими разработчиками, а также фиксировал их в заметках. Номура был огорчён тем фактом, что персонажи Final Fantasy V (1992) и Final Fantasy VI (1994) не были столь популярны, как герои Final Fantasy IV (1991), поэтому он поставил перед собой цель создать ярких и запоминающихся протагонистов предстоящей игры. Художник концепт-артов персонажей предыдущих проектов серии Ёситаки Амано счёл «интригующим» контраст между главным героем и главным злодеем игры, а их дуэт показался ему «необычным»: в то время как Клауд изображался «неопытным и вспыльчивым молодым человеком», Сефирот задумывался как «более зрелый и хладнокровный мужчина». Номура сравнил конфронтацию Клауда и Сефирота с противостоянием легендарных японских самураев Миямото Мусаси и Сасаки Кодзиро.
Китасэ и Кадзусигэ Нодзима проработали предысторию Клауда и его взаимоотношения с Сефиротом. В период написания сценария к игре Нодзима увидел разработанную планировщиком событий Мотому Ториямой анимацию, в которой протагонист демонстрирует свою хвастливость. Эта анимация впечатлила Нодзиму и вдохновила его добавить в повествование линию с ложной личностью главного героя, которую тот позаимствовал у «СОЛДАТа» Зака Фэйра, на которого равнялся в прошлом. Нодзима не раскрывал эту линию в сценарии, из-за чего Китасэ не догадывался о роли Зака в игре вплоть до её тестирования. Ознакомившись со сценарием Нодзимы, Китасэ пришёл к выводу, что Клауд не был похож на типичных «целеустремлённых и добродетельных» главных героев. Ещё одним нововведением франшизы стал любовный треугольник между ним и героинями Тифой Локхарт и Айрис Гейнсборо. Нодзима сравнил отношения Клауда и Тифы с отношениями знакомых со времён детского сада друзей, в то время как Айрис была отведена роль ученицы, которая перевелась в их класс в середине учебного семестра.
По изначальной задумке сценаристов, Сефирот манипулировал Страйфом и выдавал себя за его создателя. Как и в итоговой версии сюжета, протагонист постепенно осознавал, что из-за экспериментов «Син-Ра» и собственной неуверенности он не мог противостоять влиянию Сефирота. В прошлом главный герой должен был каким-то образом ранить Тифу, из-за чего у девушки оставался большой шрам на спине и развивалась амнезия. Китасэ отклонил предложенную Масато Като сцену, в которой Клауд и Тифа выходили из конюшни Чокобо на утро перед финальной битвой; прежде чем последовать за Клаудом, Тифа оглядывалась по сторонам. Китасэ назвал сцену «слишком откровенной», а Нодзима — «экстремальной». Тем не менее Китасэ решил сохранить этот эпизод, но переосмыслил его содержание: в конечном варианте Тифа произносит двусмысленную фразу, прежде чем экран затемняется. По словам Нодзимы, никто из разработчиков и представить не мог, как часто эта сцена будет обсуждаться в будущем.
Нодзима прописывал сцены с участием Клауда таким образом, чтобы игроки смогли вникнуть в его размышления. Сценарист использовал обрывочные воспоминания протагониста как способ ознакомления игроков с особенностями мира Final Fantasy VII, о которых герою напоминали другие обитатели Планеты. Разработчики подчеркнули индивидуальность Страйфа с помощью нескольких нескольких характерных черт: анимации Ториямы, в которой персонаж демонстрирует свою хвастливость, и часто произносимого им слова: «неинтересно».
Спустя годы с момента выхода Final Fantasy VII, Номура и руководитель разработки Final Fantasy VII Remake (2020) Наоки Хамагути назвали Клауда «чудаковатым персонажем». По мнению Номуры, несмотря на то, что в проектах, последовавших за Final Fantasy VII, подчёркивалась «крутость» Страйфа, «в оригинальной игре с ним было связано много комичных и глупых моментов». Номура отметил, что протагонист обзавёлся большой популярностью у фанатов благодаря яркой личности.

### Дизайн

Ранний набросок дизайна Клауда. Художник — Тэцуя Номура

Помимо использования тестовых моделей персонажей из демоверсии 1995 года, Номура и несколько других художников разработали дизайн новых героев, включая ранний дизайн Клауда. Ранее он создавал монстров для Final Fantasy V и VI. Продюсер Хиронобу Сакагути обратил внимание на авторский стиль Номуры и поручил ему разработать дизайн героев Final Fantasy VII.
В заметках Номуры упоминались два класса Страйфа — маг-фехтовальщик (魔法剣士, Махо Кенши) и берсеркер (バーサーカー, Bāsākā). В процессе разработки Final Fantasy VII дизайн главного героя претерпел множество изменений. Изначально у него были зачёсанные назад чёрные волосы; таким образом разработчики хотели создать контраст с длинными серебристыми волосами Сефирота и минимизировать количество полигонов в игровой модели персонажа. Тем не менее Номура хотел сделать Клауда более уникальным и подчеркнуть статус протагониста, поэтому переработал дизайн персонажа, дополнив его образ «шипастыми» светлыми волосами. В ранней демоверсии игры у персонажа был более низкий рост. Также разработчики отказались от «реалистичного» варианта с большой головой и атлетическим телосложением.
Амано, который рисовал концепт-арты персонажей предыдущих игр Final Fantasy, создавал рекламные материалы для FFVII; для этого художник «интерпретировал работы Номуры в своём собственном стиле». По словам Амано, из-за технических ограничений выбранной для FFVII платформы Playstation персонажи игры не выглядели реалистично. Художник отметил, что мешковатые штаны Страйфа, которые сужаются к низу, напоминают традиционную японскую хакаму.
Изначально «меч Бастера» (яп. バスターソード Basutā Sōdo) Клауда был меньше по размеру и имел более узкое лезвие. В изначальных иллюстрациях оружие дополняли прикреплённая к эфесу цепь и магниты, позволяющие переносить его за спиной, а по своей конструкции он больше напоминал «западные мечи». В одном из последующих вариантов лезвие меча увеличилось до такой степени, что Номура описал его как «гигантский кухонный тесак» из неочищенной стали. На ранних этапах разработки сотрудники Square придумали мини-игру, в которой Страйф управляет мотоциклом. В иллюстрациях Номуры этим мотоциклом был Hardy-Daytona (ハーディ＝デイトナ, Hādi-Deitona), принадлежащий «Син-Ра». Номура спроектировал дизайн транспорта на основе реально существующего мотоцикла Yamaha V-Max.

#### Образ в «Детях пришествия»
Одной из причин, по которой Номура согласился режиссировать «Детей пришествия», была его привязанность к Клауду. По мнению Номуры, Страйф был более жизнерадостным человеком в Final Fantasy VII, нежели в анимационном фильме, однако создатель персонажа был убеждён, что тот запомнился фантам не благодаря своему «оптимизму», поэтому сценарий к фильму был написал таким образом, чтобы обосновать пребывание протагониста в привычном для фанатов состоянии. Режиссёр отметил, что в «Детях пришествия» Клауд ведёт мирную жизнь, однако протагонист не может оправиться от понесённых в Final Fantasy VII потерь. Персонаж винит себя в наступлении событий, которые он был не в силах предотвратить, и пытается преодолеть себя. Номура считал, что наличие этой слабости делало Страйфа более человечным.
Нодзима назвал «прощение» ключевой темой «Детей пришествия». Вооружившись мечом и проводя время в сражениях, Клауд изо всех пытается заслужить его. Сценарист хотел показать замкнутость Страйфа с помощью его мобильного телефона: персонаж никогда не отвечает на звонки, предпочитая прослушивать сообщения. Изначально в сцене с погружением телефона под воду на экране высвечивалось сообщение от Айрис, однако Нодзима отказался от этой задумки, посчитав её «слишком жуткой». Воображаемый волк, который несколько раз появляется рядом с протагонистом, «олицетворяет самую глубокую часть его психики», а также «напоминает о бремени, которое тот несёт в своём сердце»; в конце концов волк исчезает в финале фильма. Номура назвал сцену с улыбающимся Клаудом в финале фильма своей любимой, из-за отсутствия в ней диалогов и смущения персонажа. Эта сцена также понравилась композитору Нобуо Уэмацу, который отметил, что завершившим прохождение FFVII игрокам было трудно представить улыбку на лице Страйфа.
Номура хотел, чтобы Клауд «существенно отличался от других персонажей». Художники подготовили около 30 вариантов моделей его лица и изменили причёску, чтобы сделать её более реалистичной и показать на её примере, что с момента окончания оригинальной игры прошло два года. Дизайнеры пытались воссоздать классический образ персонажа, однако быстро отказались от этой идеи, так как его большие глаза смотрелись «отвратительно». По окончании работы над прологом фильма художники доработали лицо главного героя. Дизайнеры без каких-либо проблем изменили причёску протагониста, однако какое-то время не могли придумать для него новый костюм. В конечном итоге они решили подобрать для него простую одежду, в которой персонажу было бы комфортно сражаться. Изначально Страйф должен был носить чёрную робу, которую затем дизайнеры заменили на «длинный передник», покрывающий левую половину его тела.
На создание нового оружия Клауда создателей «Детей пришествия» вдохновила шутка фанатов: если в оригинальной игре герой владел одним огромным мечом, значит в сиквеле он должен распадаться на отдельные клинки. На изначальных концепт-артах Страйф носил за спиной шесть одинаковых мечей, однако затем дизайнеры придумали шесть новых отличающихся по форме мечей под названием «мечи слияния» (яп. 合体剣 Гаттаи Кэн), которые протагонист мог объединить в один меч. Первоначально художники сомневались, что смогут анимировать процесс слияния, однако не хотели отказываться от этой идеи, так как мечи казались им интересной особенностью в повествовании. Дизайн нового мотоцикла Клауда под названием Фенрир (フェンリル) разработал Такаюки Такэа, который получил от создателей фильма задачу модернизировать Hardy-Daytona из Final Fantasy VII. В оригинальной игре сильнейшим приёмом Страйфа был «Омнислэш» (яп. 超究武神覇斬 Тёукьюбусинхазан), тогда как для фильма Номура придумал более стремительную атаку под названием «Омнислэш Версия 5» (яп. 超究武神覇斬ver.5). Команда сочла это название забавным, так как Номура подтвердил слова Тидуса, главного героя игры Final Fantasy X (2001), о том, что людям очень нравятся специфические названия.
В расширенной версии фильма с подзаголовком Complete были показаны дополнительные сцены с участием Клауда, часть из которых отсылала к событиям оригинальной игры. Представители Square Enix решили добавить в фильм больше взаимодействия главного героя с детьми, чтобы лучше раскрыть его арку персонажа. Кроме того, хронометраж финальной битвы увеличился на несколько минут, в частности появилась сцена, в которой Сефирот пронзает протагониста мечом и поднимает его над землёй, что отсылает к аналогичному эпизоду из FFVII. Кроме того, в расширенной версии Клауд страдает от потери крови во время этого сражения, благодаря чему, по мнению создателей фильма, оно выглядело более реалистично.

#### Образ вRemake
Во время разработки файтинга Dissidia: Final Fantasy (2008) Номура заявил, что в этой игре Клауд будет худее, чем в Final Fantasy VII, из-за графических ограничений консоли PlayStation Portable. Создатели Dissidia добавили в игру классическое снаряжение Страйфа и его костюм из «Детей пришествия» и стремились передать образ персонажа из оригинальной игры.
Первоначальный редизайн Клауда для Final Fantasy VII Remake (2020) отличался от классического, однако со временем дизайнеры доработали его, чтобы приблизить к оригинальной версии Номуры. В одном из начальных эпизодов оригинальной игры Страйф надевает платье и притворяется женщиной, чтобы спасти Тифу. Принимая во внимание, что эта сцена считается культовой у фанатов FFVII, Номура пообещал добавить её в Remake. Нодзима хотел, чтобы отношения между Клаудом, Тифой и Барретом смотрелись более естественными и усиливали эмоциональную связь между игроками и персонажами. По словам Китасэ, разработчики стремились изобразить Страйфа в Remake менее опытным и сосредоточенным, чем в «Детях пришествия», так как на момент начала этой игры он ещё не был достаточно зрелым. Соруководитель разработки Remake Наоки Хамагути отметил, что как и в оригинальной FFVII игроки могут самостоятельно определить отношение Клауда к персонажам противоположного пола при помощи диалоговых окон. Номура уделил большое внимание музыкальной составляющей игры, в частности теме Hollow, которая отражает душевное состояние протагониста.
Разработчики Final Fantasy VII Rebirth полностью переработали дизайн персонажей Remake — от причёсок до одежды — и обновили выражения лиц с учётом возможностей PlayStation 5. По словам ведущего художника персонажей игры Дая Судзуки, в то время как модели персонажей Final Fantasy VII состояли примерно из 900 полигонов, в Remake их число увеличилось минимум до 100 000, а в Rebirth — превысило 200 000. На создание модели Клауда потребовалось 220 000 полигонов, причём большая часть из них приходилась на волосы. В случае с «мечом Бастера» большинство полигонов ушло на отверстия для материи и кожаную рукоятку; меч состоял из 8000 полигонов, а около 1000 из них уходило на два слота материи.

### Озвучивание

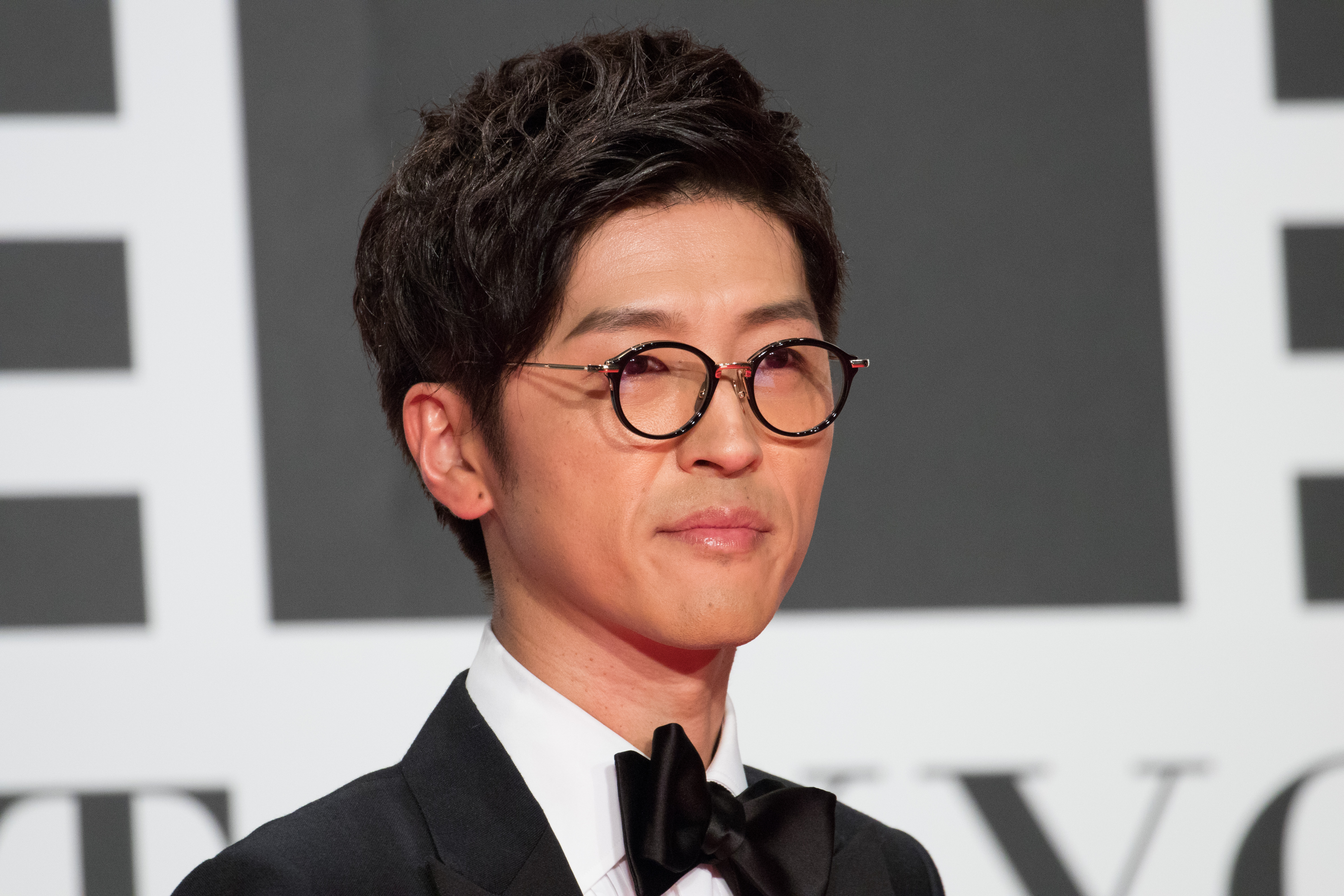
Такахиро Сакураи озвучивал Клауда начиная с игры Kingdom Hearts (2002)

В Final Fantasy VII отсутствовала озвучка персонажей. Впервые Клауд заговорил в файтинге Ehrgeiz (1998): в аркадной версии игры его озвучил Кэнъю Хориути, а в консольной — Нодзому Сасаки. Начиная с Kingdom Hearts (2002) постоянным японским «голосом» персонажа стал Такахиро Сакураи. Режиссёр озвучки игры Тэруаки Сугавара посоветовал Номуре пригласить Сакураи поработать над каким-нибудь проектом Square Enix. Изначально Номура просил Сакураи озвучить главного героя игры The Bouncer (2000), Сиона Барзада, но, услышав его голос, предложил ему пройти пробы на роль Страйфа. Сакураи получил сценарий без какого-либо визуального ряда и по прибытии на запись был уверен, что будет озвучивать другого персонажа. Номура хотел, чтобы голоса Клауда и его товарища по партии Винсента Валентайна в «Детях пришествия» разительно отличались друг от друга, так как у этих персонажей были схожие личности. Сакураи ощущал большую ответственность во время озвучивания Клауда в продолжении культовой игры Final Fantasy VII, чем при работе над Kingdom Hearts; некоторые коллеги Сакураи были большими фанатами FFVII и в шутку заявляли, что не простят его, если он не справится с ролью. По словам сэйю, главный герой FFVII отличался от персонажа, которого он озвучил в других проектах Square Enix, из-за чего ему было трудно соотнести эти образы.
Во время записи Сакураи получил от создателей фильма установку: «Клауд должен оставаться непоколебимым, вне зависимости от любого расклада». Хотя большую часть своих реплик Сакураи озвучивал отдельно, у него было несколько совместных записей с Аюми Ито, сэйю Тифы. Во время этих записей Сакураи чувствовал себя «опустошённым», так как считал диалоги с Тифой «довольно болезненными для Клауда». Он искренне сочувствовал своему персонажу и пришёл к выводу, что Страйфу было тяжело поддерживать откровенные разговоры. По словам сэйю, на запись некоторых сцен ушло больше года и множество дублей.
По мнению Сакураи, молчание Клауда раскрывает его образ лучше, чем диалоги. Сэйю отметил, что, несмотря на обладание героическими чертами, Страйф смотрит на жизнь через призму негатива и в некоторых случаях проявляет деликатность. Будучи фанатом оригинальной игры, Сакураи поначалу считал её главного героя безэмоциональным персонажем, но затем разглядел в нём сентиментального человека. После выхода «Детей пришествия» Сакураи с нетерпением ждал реакции фанатов франшизы, ожидая как положительную, так и негативную критику, однако большинство посмотревших зрителей фильм хвалило его работу. Во время работы над Crisis Core: Final Fantasy VII (2007) Сакураи чувствовал, что Страйф, который по-прежнему был интровертом, вёл себя как обычный подросток, и решил озвучить его соответствующим образом. Крик отчаяния Клауда после смерти Зака произвёл сильное впечатление на Сакураи, который проделал большую работу, чтобы правильно передать эмоциональный тон финала. Сакураи считал роль Клауда одной из важнейшей в своей карьере, так как этот персонаж плотно ассоциировался у него с собственным прошлым. Кроме того, сэйю был рад озвучить протагониста, будучи поклонником FFVII.
Сакураи назвал Remake самым тяжёлым проектом с участием Страйфа, над которым ему довелось работать. Он несколько раз перезаписывал свои реплики и прислушивался к указаниям режиссёра озвучивания. Номура заявил, что версия из Remake не отличается от других воплощений персонажа: в этой игре Клауд пытается казаться крутым, но зачастую не преуспевает в этом и испытывает неловкость; Номура хотел, чтобы озвучка Сакураи соответствовала этому образу. Также разработчики приложили много усилий для поиска актёра на роль юного Клауда. Чтобы лучше передать деревенское происхождение молодого человека, они наняли ребёнка из сельской местности вместо известного актёра. Им стал 13-летний Юкихиро Айдзава.
В большинстве проектов по мотивам Final Fantasy VII с английской локализацией Клауда озвучил Стив Бёртон, на которого представители Square Enix обратили внимание в фильме «Последний замок» (2001). Роль Страйфа в «Детях пришествия» стала первой работой Бёртона в качестве актёра дубляжа. По его же собственному признанию, он получил большое удовольствие от этого опыта. Бёртон заявил, что эта роль дала ему возможность проявить себя как актёра. Он был приятно удивлён, когда фанаты узнавали его как актёра озвучивания Клауда. Бёртон назвал Страйфа «[одним] из крутейших персонажей», а себя — счастливчиком, так как ему довелось озвучить протагониста.
Несмотря на то, что Бёртон выразил желание вернуться к роли Клауда в Remake, представители Square Enix заменили его на Коди Кристиана. В свою очередь Бёртон поблагодарил сотрудников компании за многолетнее сотрудничество и пожелал Кристиану удачи. Кристиан заявил, что Square Enix оказала ему большую честь, когда пригласила озвучить «столь культового персонажа», и пообещал сделать свою работу в лучшем виде. Также Кристиан похвалил игру Бёртона: «Стив, ты проложил путь. Ты сделал этого персонажа таким, какой он есть, и внёс свой вклад в формирование наследия» и пообещал не посрамить честь предшественника. Кристиан вдохновлялся записями Бёртона при создании своей интерпретации персонажа. На английском языке юного Клауда озвучил Мейджор Додсон. По словам Кристиана, в Rebirth делался большой акцент на взаимоотношениях Клауда с его близкими людьми. Актёр стремился раскрыть «человека, который находился за „мечом Бастера“».

## Появления

### Final Fantasy VII
Клауд дебютирует как наёмник, нанятый группой экотеррористов под названием «ЛАВИНА», члены которой противостоят сотрудникам могущественной энергетической мегакорпорации «Син-Ра». Самопровозглашённый «бывший „СОЛДАТ“» (яп. 元ソルジャー Moto Sorujā) Страйф помогает лидеру «ЛАВИНЫ» Баррету Уоллесу взорвать один из Мако-реакторов мегаполиса Мидгара — электростанцию, которая истощает «Поток Жизни» Планеты. Клауд утверждает, что раньше был «СОЛДАТом» первого класса, членом элитного боевого подразделения «Син-Ра». Несмотря на свою нелюдимость и исключительно материальный интерес, со временем наёмник обретает дух товарищества. В зависимости от выбора игрока он также может стать более дружелюбным по отношению к членам «ЛАВИНЫ». Когда к нему обращается за помощью его подруга детства и член «ЛАВИНЫ» Тифа Локхарт, Клауд принимает решение продолжить сотрудничество с группой. В дальнейшем Клауд знакомится с Айрис Гейнсборо, жительницей трущоб Сектора 5 Мидгара. Бывший «СОЛДАТ» соглашается стать телохранителем Айрис в обмен на свидание и помогает ей скрыться от тайных оперативников «Син-Ра» Турок, которые намереваются захватить её, так как она является последней представительницей древней расы, известной как Цетра. За время совместного времяпрепровождения между Клаудом, Тифой и Айрис возникает любовный треугольник.
Покинув Мидгар вместе со своей партией, Страйф рассказывает спутникам историю из прошлого, связанную с Сефиротом, легендарным «СОЛДАТом» и главным антагонистом игры, а также раскрывает обстоятельства исчезновения Сефирота пятью годами ранее. Клауд присоединился к «СОЛДАТам», чтобы стать таким же известным героем, как Сефирот, и хотел отправиться на «большую миссию», как только у него появится такая возможность, так как после прекращения войны между «Син-Ра» и народом Вутай он лишился возможности стать героем войны. Сефирот, который сопровождал его на миссии, начал постепенно сомневаться в своём человеческом происхождении. Вместе с ним Страйф вернулся в родную деревню Нибельхейм, чтобы осмотреть неисправный Мако-реактор. Там Сефирот изучил документы о внеземной форме жизни по имени Дженова, являвшейся его «матерью», после чего ошибочно счёл себя Цетра и обвинил людей в истреблении его предков. В конечном итоге Сефирот обрушил свою ярость на Нибельхейм, сжёг деревню и убил часть её жителей. Клауд столкнулся с ним в Мако-реакторе на горе Нибель и якобы убил его. Сам Страйф опроверг эту версию, будучи не в состоянии вспомнить, как ему удалось выжить в битве с Сефиротом, который был гораздо сильнее.
Со временем Клауд непроизвольно начинает вспоминать фрагменты своего прошлого, периодически теряет сознание и испытывает сильную головную боль. Он не может вспомнить некоторые вещи, в частности о существовании «СОЛДАТа» первого класса по имени Зак. В дальнейшем Сефирот искажает рассудок молодого человека и заявляет ему, что у него не было никакого прошлого, а на свет он появился в рамках эксперимента «Син-Ра» по клонированию Сефирота. Страйф осознаёт, что не может вспомнить о том, как и когда присоединился к «СОЛДАТам» и начинает считать себя «неудавшимся экспериментом», после чего пропадает без вести. Некоторое время спустя, члены партии обнаруживают его в полусознательном состоянии, вызванном отравляющим воздействием Мако.
В этот момент выясняется, что Клауд никогда не был «СОЛДАТом», а вместо этого состоял в рядах пехотинцев армии «Син-Ра». Во время миссии в Нибельхейме Страйф находился в подчинении Сефирота и Зака. Он скрывал своё лицо под шлемом, так как стыдился показаться на глаза односельчанам. После того, как Сефирот победил Зака в Мако-реакторе на горе Нибель, Клауд застал его врасплох и сбросил в «Поток Жизни», посчитав, что тот погиб. Затем его и Зака захватил ведущий учёный «Син-Ра» профессор Ходзё и превратил в своих подопытных. Позже Заку удалось выбраться из заключения, и, прихватив с собой боевого товарища, он отправился в Мидгар, где попал в засаду пехотинцев «Син-Ра», которые расстреляли его в неравном бою. Из-за воздействия излучения Мако и инъекции клеток Дженовы Страйф подсознательно создал ложную личность, в значительной степени основанную на личности Зака, и непреднамеренно стёр последнего из своих воспоминаний. Восстановив некогда утерянные воспоминания, Клауд вновь становится лидером партии и проводит ночь с Тифой перед финальной битвой. В конце игры Сефирот в последний раз возникает в сознании протагониста и терпит поражение в сражении один на один.

### КомпиляцияFinal Fantasy VII

Дизайн Клауда был переработан для фильма «Последняя фантазия VII: Дети пришествия». На смену «мечу Бастера» пришли «мечи слияния», а основным транспортным средством персонажа стал мотоцикл «Фенрир»

Клауд эпизодически появляется в мобильной игре Before Crisis (2004), события которой разворачиваются за 6 лет до начала Final Fantasy VII. Состоящий в рядах Турок протагонист знакомится со Страйфом, когда тот проходит службу в пехоте «Син-Ра», чтобы в будущем присоединиться к «СОЛДАТам». В игре выясняется, что у Клауда есть врождённый талант к фехтованию, а также раскрывается его роль во время сожжения Нибельхейма.
В анимационном фильме «Дети пришествия» (2005), сюжет которого начинается спустя два года после окончания Final Fantasy VII, Клауд и Тифа живут в городе Эдж вместе с приёмной дочерью Баррета Марлин и сиротой Дензелом, страдающим от смертельной болезни под названием геостигма. Молодой человек перестал быть наёмником и начал работать курьером в «Службе доставки Страйфа» (яп. ストライフ・デリバリーサービス Суторайфу Дэрибари Сабису), которую Тифа основала в своём новом баре. После исчезновения Дензела и Марлин Клауд признаётся Тифе, что также болен геостигмой. Также он пребывает в отчаянии из-за неспособности защитить своих друзей и новую семью.
Тем не менее, когда Тифа убеждает его отпустить прошлое, Страйф отправляется в заброшенный город Забытую столицу на поиски детей. Там он сражается с генетическими остатками Сефирота Кададжем, Язу и Лозом, появившимися на свет до того, как тот полностью растворился в «Потоке Жизни». В конечном итоге Кададж сливается с останками Дженовы и превращается в Сефирота. Преодолев свои сомнения, Клауд вновь побеждает Сефирота, после чего Кададж умирает у него на руках. Затем протагонист посещает церковь Айрис, где исцеляется от геостигмы. В заключительной сцене фильма Клауд видит души Айрис и Зака и даёт им понять, что с ним всё будет хорошо, после чего воссоединяется со своими друзьями.
Страйф фигурирует в сборнике коротких рассказов под названием «На пути к улыбке», события которых разворачиваются между Final Fantasy VII и «Детьми пришествия». В рассказе «Случай Тифы», который является эпилогом к оригинальной игре, описывается совместная жизнь Клауда, Тифы, Марлин и Дензела. В «Случае Дензела» раскрываются подробности их с Дензелом знакомства. «Случай Дензела» получил адаптацию в формате OVA, которая шла в комплекте вместе с расширенной версией «Детей пришествия» с подзаголовком Complete.
Клауд является второстепенным персонажем игры Dirge of Cerberus (2006) для PlayStation 2. Через год после событий «Детей пришествия» он и другие члены партии объединяют усилия с войсками «Организации по восстановлению мира» и принимают участие в осаде Мидгара, где обосновались члены отколовшейся ячейки «Син-Ра» под названием «Дипграунд».
В игре Crisis Core (2007) для PSP Страйф изображается как молодой пехотинец «Син-Ра», который дружит с Заком. В эпилоге игры умирающий Зак называет Клауда своим живым наследием и отдаёт ему свой «меч Бастера». Игра заканчивается поездкой Страйфа в Мидгар, с которой начинается сюжет Final Fantasy VII. Разработчики хотели уделить больше внимания взаимодействию Зака и Клауда во время их побега в Мидгар, однако из-за технических ограничений консоли им не удалось осуществить эту задумку.
Страйф вновь становится главным героем в игре Final Fantasy VII Remake (2020), первой части запланированной трилогии ремейка Final Fantasy VII. В сиквеле Final Fantasy VII Rebirth (2024) он также является основным протагонистом.

### Kingdom Hearts
Номура переработал дизайн Клауда для игровой серии Kingdom Hearts, представляющей собой кроссовер между проектами Square Enix и The Walt Disney Company. В этой игровой серии Страйф носит красный плащ и перчатку с когтями на левой руке; лезвие «меча Бастера» обмотано бинтами. Номура позаимствовал черты образа Винсента Валентайна, чтобы придать бывшему «СОЛДАТу» более демонический вид и подчеркнуть влияние тёмной стороны его личности. Также Номура оставил на усмотрение игроков открытый вопрос: «ищет ли Клауд Айрис или нет?». В первой игре Kingdom Hearts (2002) Страйф принимает участие в бойцовском турнире в Олимпийском Колизее. Чтобы добраться до Геркулеса, для убийства которого его нанял Аид, он должен пройти предварительное состязание и победить Сору. После боя Аид натравливает Цербера на Клауда и Сору, но Геркулес спасает их обоих. Затем Страйф сообщает Соре, что кое-кого ищет. В японском переиздании игры с подзаголовком Final Mix есть дополнительная сцена сражения Клауда и Сефирота. Во время сцены между титрами в конце игры наёмник воссоединяется с жителями Пустого Бастиона. В сиквеле Kingdom Hearts: Chain of Memories (2004) для Game Boy Advance Страйф вновь является боссом в Олимпийском Колизее, а затем становится доступен в качестве карты-призыва Соры.
Бывший «СОЛДАТ» возвращается в Kingdom Hearts II (2005), где он носит костюм из «Детей пришествия». В то время как Клауд ищет Сефирота, его самого разыскивает Тифа. Страйф объединяет усилия с командой Леона во время вторжения «Бессердечных» в Пустой Бастион. Если игрок решит вступить в бой с Сефиротом и победит в ней, Клауд вернётся и сразится с Сефиротом. В конечном итоге они оба растворяются в ореоле света. Сора высказывает предположение, что наёмник продолжит сражаться с Сефиротом и не остановится до тех пор, пока не одолеет его. В игре Kingdom Hearts coded (2008) цифровая копия Страйфа появляется в Олимпийском Колизее и помогает Соре и Геркулесу победить Аида.

### Другие появления
Last Order: Final Fantasy VII (2005) представляет собой альтернативную интерпретацию сожжения Нибельхейма и побега Зака и Клауда из заключения «Син-Ра». За создание анимации к этой OVA отвечали сотрудники студии Madhouse, в то время как Кадзухико Инукаи написал сценарий. Некоторые сцены противоречат Final Fantasy VII, в частности эпизод со спасением Тифы, в котором девушка видит лицо Клауда. Last Order не является частью Компиляции.
Также Страйф фигурировал в различных играх за пределами франшизы Final Fantasy. Он — один из игровых персонажей файтинга Ehrgeiz (1998) для PlayStation. В гоночной игре Chocobo Racing (1999) он является секретным персонажем, который ездит на мотоцикле. Клауд, наряду с несколькими другими персонажами Final Fantasy VII, появляется в партийных играх Itadaki Street Special (2004) для PlayStation 2 и Itadaki Street Portable (2006) для PlayStation Portable. Его скин доступен для загрузки в LittleBigPlanet 2 (2011). Бывший «СОЛДАТ» представляет Final Fantasy VII в музыкальной игре Theatrhythm Final Fantasy (2012), в DLC к которой входит его костюм из «Детей пришествия». В ролевой игре Final Fantasy Explorers (2014) игрок может ненадолго превратиться в Страйфа, чтобы использовать его «Прорыв предела» «Омнислэш» из Final Fantasy VII. Клауд — главный герой мобильной игры Final Fantasy VII G-Bike (2014), для которой Номура придумал ему новый костюм. На создание игры продюсера Итиро Хадзаму вдохновили экшен-сцены персонажа в «Детях пришествия», которые он назвал «очень крутыми». Генеральный директор CyberConnect2 Хироси Мацуяма хотел повысить популярность Страйфа с помощью этой игры.
Клауд появляется в качестве гостевого игрового персонажа в кроссоверах Nintendo Super Smash Bros. for Nintendo 3DS и Wii U (2014), в которых доступны два его образа — из Final Fantasy VII и «Детей пришествия». По словам руководителя разработки игры Масахиро Сакураи, фанаты очень просили добавить в игровую серию Super Smash Bros. персонажей из Final Fantasy, в первую очередь Страйфа. В интервью с Номурой Сакураи заявил, что ни одному из героев Final Fantasy не удалось достичь популярности бывшего «СОЛДАТа»; даже сам Сакураи не мог представить другого персонажа на его месте. По большей части внутриигровая модель Клауда была основана на версии персонажа из Dissidia, с незначительными корректировками Номуры. В декабре 2015 года Страйф стал доступен для игры в качестве загружаемого контента. В комплекте с ним шёл уровень, стилизованный под Мидгар. Клауд вернулся в сиквеле игры под названием Super Smash Bros. Ultimate (2018). В 2017 году наёмник обзавёлся парой Amiibo. В рамках обновления игры, в котором Сефирот становился игровым персонажем, Страйф получил доступ к спецприёму «Омнислэш Версия 5» в костюме из «Детей пришествия».
Изначально Клауд должен был стать гостевым персонажем в проекте игровой серии Namco Soulcalibur II (2002), однако вместо него разработчики выбрали Хэйхати Мисиму из медиафраншизы Tekken.
В тактической ролевой игре Final Fantasy Tactics (1997) для PlayStation и её обновлении для PlayStation Portable с подзаголовком The War of the Lions Клауд случайно попадает в мир Ивалис, когда главный герой Рамза Бьюльв активирует древний механизм под названием «Небесный глобус». Пребывание в мире Рамзы сбивает Страйфа с толку, и он уходит после короткого диалога с ним и его союзниками. Он прибывает в Торговый Город Заргидас, где встречает цветочницу по имени Айрис. Когда Клауд уходит, к Айрис подходит неизвестный мужчина и начинает вымогать у неё деньги. Молодой человек возвращается, чтобы помочь Айрис сбежать, и Рамза и его отряд догоняют его. После битвы он вступает в отряд Рамзы и становится игровым персонажем. Также Страйф появляется в составе вражеского подразделения в серии сражений Brave Story, разблокируемого кооперативного многопользовательского режима из The War of the Lions.
Клауд представляет Final Fantasy VII в Dissidia Final Fantasy (2008), файтинге-кроссовере с участием персонажей серии Final Fantasy. Он появляется в образе из Final Fantasy VII, а его костюм из «Детей пришествия» добавлен в игру в качестве альтернативного скина. Их бой с Сефиротом создавался на основе сражений из оригинальной игры и «Детей пришествия». Страйф возвращается в приквеле игры с подзаголовком 012 (2010) в качестве воина Хаоса. Беспокоясь за Тифу, которая сражается на противоположной стороне, Клауд пытается одолеть Хаоса в одиночку, но едва не погибает, однако его спасает богиня Космос, превратив в одного из своих воинов. Его стандартный костюм основан на концепт-арте Ёситаки Амано. Также в игру добавлен его костюм из Kingdom Hearts в качестве загружаемого контента. Бывший «СОЛДАТ» вновь становится игровым персонажем в третьей части серии — Dissidia Final Fantasy NT (2015), в костюме из «Детей пришествия». Команда разработчиков подошла со всей ответственностью к воспроизведению его приёмов из предыдущих игр, в первую очередь сильнейшей атаки «Омнислэша».
Хотя сам Клауд отсутствует в Lightning Returns: Final Fantasy XIII (2013), его одежда и «меч Бастера» были добавлены в игру в качестве альтернативного снаряжения для главной героини Лайтнинг. Костюм из «Детей пришествия» также есть в игре Final Fantasy XIV: A Realm Reborn (2013). Классический костюм Страйфа доступен в мобильных играх Mobius Final Fantasy (2015) и Final Fantasy Explorers-Force (2018). В 2020 году «меч Бастера» был добавлен в игру Astro’s Playroom (2020).
С изображением Клауда продавалось большое количество товаров, включая экшен-фигурки и другие предметы для коллекционирования. В честь 20-летия франшизы Square Enix выпустила линейку фигурок главных героев всех основных частей Final Fantasy. В 2008 году, во время выставки Comic-Con International в Сан-Диего, менеджер по продаже рекламно-сувенирной продукции Square Enix Кандзи Тасиро назвал фигурки Страйфа одними из самых продаваемых товаров по мотивам франшизы. Особой популярностью на тот момент пользовались фигурка персонажа из «Детей пришествия» и набор с мотоциклом Hardy-Daytona из Final Fantasy VII. Оба товара хорошо продавались на американском и европейском рынках. Также сотрудники Square Enix посвятили этому герою две книги — Cloud vol.1 (2007) и Cloud message (2008). В 2013 году американо-британский кузнец Тони Сваттон из Хаммерсмита создал копию «меча Бастера» для веб-сериала Man at Arms.

## Восприятие
Большинство критиков и фанатов оценили бывшего «СОЛДАТа» положительно. В своей рецензии 1998 года на порт Final Fantasy VII для PC Рон Дулин из GameSpot отметил: «Клауд, вне всяких сомнений, является самым интересным и многогранным персонажем игры». Абади Ауджанг из RPGamer назвал Страйфа «одним из самых проработанных персонажей Square», а также «первым разносторонним главным героем» франшизы. Юникорн Линкс из MobyGames описал его как «одного из самых развивающихся персонажей игры» и высоко оценил путь наёмника как лидера, который сталкивается с «психологическими проблемами» и принимает «правду о своём существовании». В своей статье для GameCritics Чи Конг Луи отметил, что хотя в Final Fantasy VII «есть несколько непростых персонажей», их личности сравнимы с «толщиной бумажного листа». В то же время рецензент раскритиковал «детскую мотивацию» протагониста и заключил: «в Final Fantasy VII отсутствует глубина, присущая сценарию „Гражданина Кейна“ (1941) Орсона Уэллса, и интересные персонажи, наподобие тех, что были в „Таксисте“ (1976) Мартина Скорсезе». Редакции GamesRadar понравилась сцена с кроссдрессингом персонажа из игры. Психиатр Шэрон Пэкер поставила протагонисту диагноз диссоциативное расстройство личности, а её коллега Кэти Уитлок объяснила провалы в его памяти посттравматическим стрессовым расстройством". В книге «Японская культура в видеоиграх» Клауд описывался как сложный персонаж, схожий с Солидом Снейком из игровой серии Metal Gear, Террой Брэнфорд из Final Fantasy VI и Дзином Кадзамой из Tekken по части кризиса идентичности. Курт Калата из Gamasutra заявил, что из-за своего бреда величия и других психологических проблем Страйф «кажется слабым». Также он назвал Клауда одним из первых ненадёжных рассказчиков в ролевых играх. По словам Патрика Холлемана, «ни одной RPG не удалось сформировать связь между протагонистом и игроком так хорошо, как это сделала FFVII». Многие рецензенты сравнили Final Fantasy VII с другими произведениями, где использовалась литературная концепция ненадёжного рассказчика, а именно: «Бойцовский клуб» (1999), «Шестое чувство» (1999), «Американский психопат» (2000) и «Помни» (2000). Патрик Холлеман и Джереми Пэришем утверждали, что игра возносит концепцию ненадёжного рассказчика на новый уровень, устанавливая связь между игроком и протагонистом с помощью интерактивности. По мнению Джека Ридсдейла из PCGamesN, образ Клауда деконструирует концепции героя и токсичной маскулинности. Также он сравнил сюжетный поворот с раскрытием его настоящей личности с эпилогом «Бойцовского клуба». Критики сравнили Страйфа с Брэнфорд и Зиданом Трибалом из Final Fantasy IX (2000): все трое столкнулись с экзистенциальным кризисом. В анимационном фильме «Головоломка 2» (2024) появился персонаж ролевой игры по имени Ланс Сабля, который был основан на Клауде, Ауроне из Final Fantasy и Акселе из Kingdom Hearts. По словам актёра озвучивания Сабли Йонга Йеа, его герой «выглядел как ребёнок Клауда и Сефирота, но чуть более фиолетовый».
Также критики хвалили проработку отношений Клауда c Тифой и Айрис. С момента выхода Final Fantasy VII в 1997 году фанаты неоднократно шиперили этих персонажей, дискутировали на тему их совместимости друг с другом, обсуждали любовный треугольник с участием Тифы, а также анализировали каноничность чувств Страйфа к каждой из героинь на основе официальных источников, таких как путеводители Ultimania, интервью разработчиков и романы по мотивам игры. В своей рецензии для RPGamer Мари Фрид утверждала, что, хотя поначалу отношения Клауда и Тифы казались предопределёнными, а саму героиню она воспринимала как препятствие между протагонистом и Айрис, со временем Тифа открылась как «настоящая» девушка, в которой есть доброта, забота и скромность — качества, необходимые для человека, способного вернуть бывшего «СОЛДАТа» к его настоящей личности, в то время как Айрис оставалась воплощением «идеальной» девушки. По мнению рецензента Siliconera Кори Динкеля, в Final Fantasy VII никогда не было любовного треугольника в чистом виде из-за множества сюжетных и личностных изменений трёх главных героев и второстепенного персонажа Зака Фэйра. Также Динкель заявил, что каноничными являются отношения Клауда и Тифы, которые молодые люди испытали на прочность в фильме-сиквеле «Дети пришествия». Разработчики Remake и Rebirth уделили большое внимание взаимодействию Клауда, Тифы и Айрис, добавив в игры больше вариативности в диалогах, систему отношений между членами партии и переосмыслив их свидания в «Золотом блюдце».
PSXetreme и Animefringer назвали дизайн Страйфа в Kingdom Hearts одним из лучших в игре. DVD Talk выделил арку протагониста в «Детях пришествия» как одно из главных достоинств фильма. Многие рецензенты назвали сцены с душевными терзаниями Клауда из-за смерти Айрис пронзительными. Newtype USA высоко оценил героизм бывшего «СОЛДАТа» в «Детях пришествия», хотя и принял во внимание, что персонаж был скорее героем поневоле. По мнению Эндрю Юн из Joystiq, Страйф был показан более «человечным» в расширенной версии фильма. GamesRadar понравились сцены, в которых протагонист примирялся со своим прошлым, а также его новые мечи, хранящиеся в мотоцикле. По словам Китасэ, фанатам FFVII настолько понравилось финальное сражение между Клаудом и Сефиротом в «Детях пришествия», что они неоднократно воссоздавали его в кроссовере Dissidia Final Fantasy. За роль Страйфа в «Детях пришествия» Стив Бёртон получил признание как один из лучших актёров английского дубляжа. В 2011 году бывший «СОЛДАТ» занял 5-е место среди «лучших персонажей компьютерных игр» по версии Книги рекордов Гиннесса. HobbyConsolas включил его в свой «топ 30 лучших героев за последние 30 лет». Пользователи веб-сайта Anime Anime назвали Страйфа «лучшим из озвученных Такахиро Сакураи персонажей». Meristation похвалил новый образ Клауда в «Детях пришествия» и то, как он органично смотрелся в спин-оффе Dirge of Cerberus, хотя в последнем случае Страйф не был главным героем и редко появлялся на экране. Destructoid разглядел в руинах Мидгара из «Детей пришествия» послание: в то время как жители города нашли в себе силы двигаться вперёд, Клауд оказался не в состоянии сделать это из-за психологической травмы из прошлого. Kotaku рассматривал руины Мидгара как олицетворение психологической депрессии, так как Страйф и выжившие жители города страдали от болезни, с которой невозможно было бороться физически. В книге «The World of Final Fantasy VII: Essays on the Game and Its Legacy» Клауд рассматривается как мессия, а Тифа и Айрис — как одни из его главных сторонников, которые помогают ему раскрыться и победить Сефирота. В конце повествования главный герой разделяет победу вместе со своими «столпами». Несмотря на то, что Страйф никогда не ассоциировался с Богом, он должен защищать мир, в то время как Сефирот олицетворяет Сатану, которого спаситель обязан остановить любой ценой. Когда Номура и создатель серии Super Smash Bros. Масахиро Сакураи решили добавить в Super Smash Bros. for Nintendo 3DS и Wii U одного из героев Final Fantasy, они без каких-либо сомнений выбрали Клауда, по большей части из-за его популярности и многочисленных требований фанатов. По словам Сакураи, бывший «СОЛДАТ» — один из наиболее простых в освоении персонажей, так как разработчики Super Smash Bros. понимали, что многие пользователи захотят поиграть именно за него. Рецензент The Verge отметил, что хотя в игре были похожие персонажи, такие как Солид Снейк, и главные герои других франшиз вроде Мега Мена и Ежа Соника, его удивила новость о появлении Страйфа, так как Final Fantasy VII не выходила на консолях Nintendo. Игроки восторженно встретили новость о добавлении Клауда в игру и полюбили эту версию персонажа.
На момент анонса Final Fantasy VII Remake игровые журналисты уделили особое внимание обновлённому образу главного героя. IGN высоко оценил новый дизайн персонажа и рекламную кампанию вокруг него. TechSpot отметил, что фанатов интересовала реализация отношений Клауда с главными героинями в игре. Редакция Comic Book Resources также с нетерпением ждала возвращения любовного треугольника из FFVII. IGN, Metro и GameSpot разделили общее мнение, что у бывшего «СОЛДАТа» была самая примечательная арка персонажа, а озвучка Кристиана сделала не самого социально адаптированного героя в глазах игроков более привлекательным. PCGamer понравилось, как Remake время от времени показывал опытного и собранного Страйфа уязвимым человеком. Рецензент благоприятно отозвался о его взаимоотношениях с другими персонажами, в особенности с Тифой. Кроме того, PCGamer отметил, что совместные сцены Клауда и Зака из игры привлекли внимание со стороны представителей ЛГБТ-движения. В обзоре на Remake GameSpot сравнил наёмника с протагонистом игровой серии Yakuza от Sega. Digital Trend углядел в попытке Клауда спасти Айрис в Rebirth реальный опыт травмированных игроков, которые годы спустя попытались найти способ предотвратить смерть героини, но вновь потерпели неудачу. Кристиан был удостоен номинации на премию British Academy Games Awards за озвучивание Страйфа в Remake в 2021 году и Golden Joystick Awards в категории «Лучший исполнитель второго плана» в Rebirth в 2024 году.

### Влияние на культуру

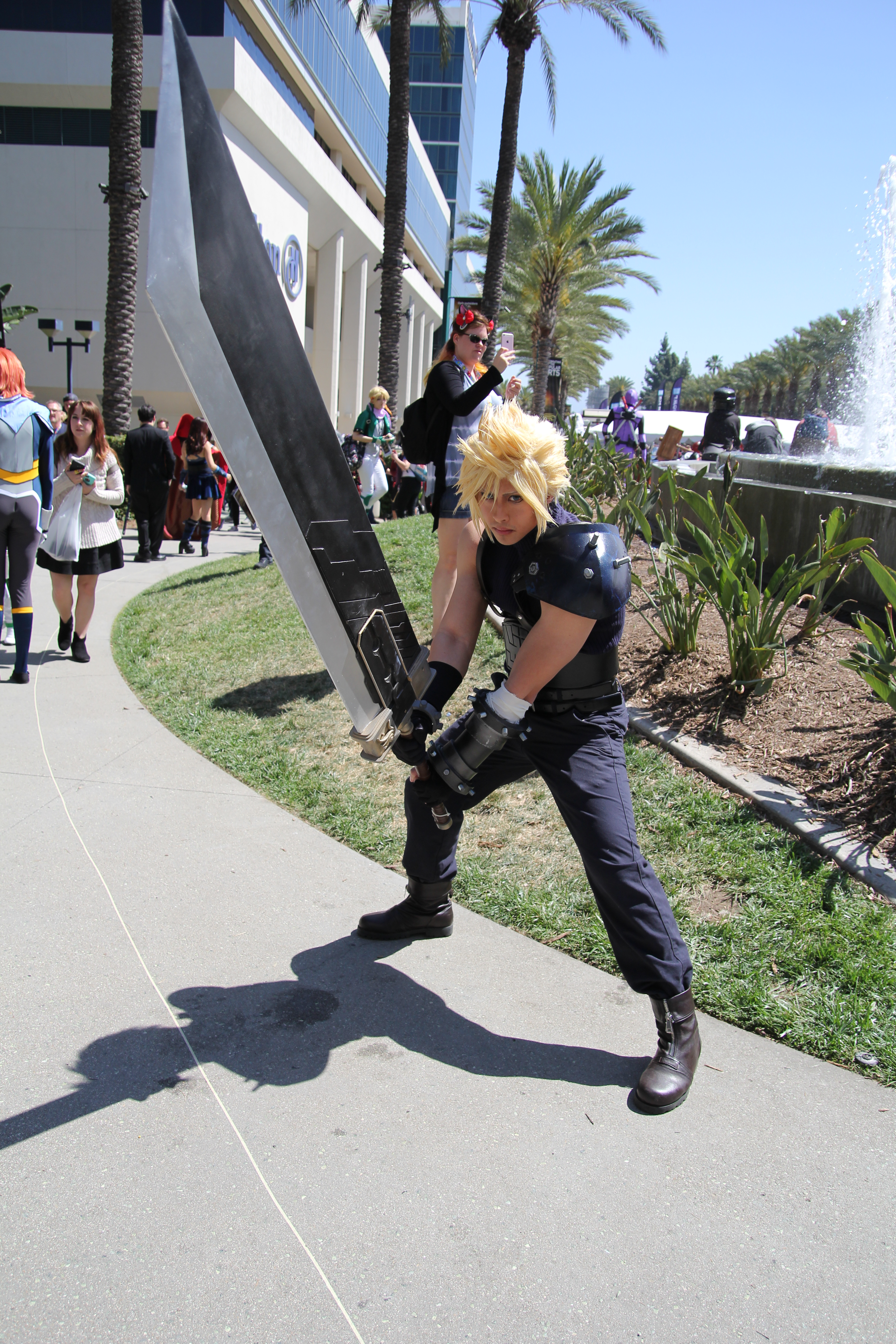
Косплеер Клауда на выставке WonderCon 2017

Образ Страйфа лёг в основу некоторых протагонистов следующих игр Final Fantasy. Подобно ему, главный герой Final Fantasy VIII (1999) Скволл Леонхарт также изначально воспринимается как антигерой. Получив распоряжение создать «женскую версию Клауда» для Final Fantasy XIII Номура придумал Лайтнинг. Дизайнер выразил надежду, что ей удастся повторить успех бывшего «СОЛДАТа». Когда японские фанаты франшизы признали Лайтнинг самой популярной героиней серии, Молли Паттерсон из Electronic Gaming Monthly заключила: «вероятно многие полюбили Лайтнинг потому, что та является женским аналогом Клауда». С другой стороны, разработчики Final Fantasy X задумывали главного героя игры Тидуса как полную противоположность Страйфа. Создавая главного героя Final Fantasy XV (2016) Ноктиса Люциса Кэлама, Номура хотел, чтобы тот, в отличие от Клауда и Скволла, не был уверен в своих силах. Принимая во внимание низкую популярность в Северной Америке игры Nier (2010), в которой главным героем была великовозрастная старейшина, руководитель разработки Таро Ёко призвал своих коллег придумать более молодого протагониста для английской версии ремастера и привёл Страйфа в качестве примера.
Редакция IGN высказала мнение, что Клауд задал тренд на героев японских ролевых игр и выделила среди отличительных особенностей персонажа его «шипастые светлые волосы» и «гигантский „меч Бастера“», благодаря которым «игроки со всего миру мгновенно узнают его». Edge привёл бывшего «СОЛДАТа» в качестве примера персонажа с «превосходными дизайном и личностью». В 2010 году Famitsu посвятил герою семистраничную статью, в которой описывались его многочисленные появления в играх и других СМИ в течение нескольких лет. В 2014 году IGN провёл опрос о «лучшем персонаже Final Fantasy всех времён», в котором приняло участие более двух миллионов фанатов. По результатам опроса Клауд был провозглашён лучшим персонажем Final Fantasy VII и игровой серии в целом. В 2013 году Complex поместил Страйфа на 8-е место среди «лучших солдат в компьютерных играх» и назвал его величайшим персонажем Final Fantasy из-за «непростой предыстории и колоритного оружия». В 2005 году Клауд занял 7-е место среди «лучших персонажей компьютерных игр» по версии Electronic Gaming Monthly. В 2007 году журнал Dengeki PlayStation назвал его «лучшим персонажем в истории». После того, как персонаж одержал победу в опросе о «величайшем герое видеоигр всех времён» 2009 года, GameSpot опубликовал видео под названием «Величайший игровой герой: Клауд Страйф», состоящее из сцен с участием Клауда из «Детей пришествия». UGO Networks назвал Страйфа «лучшим японским RPG-персонажем» 2010 года, а также отметил: «Клауд — это ткань, из которой скроено подавляющее большинство персонажей JRPG». В том же году GamesRadar присудил бывшему «СОЛДАТу» 2-е место среди «лучших героев Final Fantasy за всю историю», назвав его «одним из самых разносторонних и проработанных персонажей серии». Также Клауд занял 2-е место в списке «лучших персонажей Final Fantasy» за 2010 год по версии VideoGamer.com, который назвал его «лицом жанра JRPG». В 2011 году журнал Empire поместил Страйфа на 13-е место в списке «50 величайших персонажей компьютерных игр». В 2012 году GameZone удостоил его 2-го места среди «лучших персонажей Final Fantasy» и приписал успех Final Fantasy VII её главному герою. В 2021 году Клауд занял 18-е место среди «50 культовых персонажей видеоигр» по версии Рэйчел Вебер из GamesRadar.
По результатам опроса Oricon, проведённого в 2008 году в Японии, Страйф занял 2-е место среди «лучших персонажей компьютерных игр» по версии игроков мужского пола, и 3-е по версии игроков-женщин. В опросе ASCII Media Works 2010 года фанаты выбирали персонажа видеоигр или манги, в честь которого хотели бы назвать своих детей; Клауд занял 3-е место среди персонажей-мужчин. В том же году он расположился на 3-м месте среди «лучших персонажей видеоигр» по мнению читателей Famitsu. В рамках продвижения Final Fantasy VII Remake маркетологи разместили на зданиях Лос-Анджелеса плакаты с изображением бывшего «СОЛДАТа». В 2024 году Британская академия кино и телевизионных искусств провела опрос с участием более 4000 респондентов, по результатам которого Клауд занял 16-е место среди «самых культовых героев компьютерных игр».